# Alfred Hugenberg
Alfred Hugenberg (ur. 19 czerwca 1865 w Hanowerze, zm. 12 marca 1951 w Kükenbruch) – wpływowy niemiecki przedsiębiorca i polityk. Był członkiem pierwszego gabinetu Adolfa Hitlera, powołanego w roku 1933.

## Życiorys
Urodził się w Hanowerze. Był synem Karla Hugenberga, członka pruskiego parlamentu. Studiował prawo w Getyndze, Heidelbergu i Berlinie, a także ekonomię w Strasburgu. W 1891 roku został współzałożycielem ultranacjonalistycznej Ligi Pangermańskiej (Alldeutscher Verband). W latach 1894–1899 był Regierungsassessor w Komisji Kolonizacyjnej, walcząc z Polakami. W 1900 Hugenberg poślubił swoją kuzynkę, Gertrudę Adickes. Od 1903 do 1907 pracownik pruskiego ministerstwa finansów.
Hugenberg pełnił różne stanowiska w zarządach banków (1907–1908 prezes) i w przemyśle stalowym (1909–1918 prezes zarządu Zakładów Kruppa), a w roku 1916 rozpoczął tworzenie Koncernu Hugenberga (Hugenberg-Konzern), spółki kompanii filmowych, reklamowych, wydawniczych i prasowych (należały do niego np. gazety codzienne: „Kösliner Zeitung”, „Oppelner Nachrichten”, „Schlesische Zeitung”, „Stargarder Zeitung”). Na początku lat 20. Hugenberg wywarł znaczący wpływ na prawicową prasę niemiecką za pośrednictwem swojej firmy wydawniczej opartej na przejętym w 1916 wydawnictwie Scherl-Verlag (wydającym m.in. czasopisma: „Die Gartenlaube”, „Die Woche”, „Der Kinematograph”, „Der Silberspiegel”, „Filmwelt”).
W epoce cesarskiej należał do Partii Narodowo-Liberalnej, a w 1918 przeniósł się do Niemieckiej Narodowej Partii Ludowej (Deutschnationale Volkspartei – DNVP), którą reprezentował w Zgromadzeniu Narodowym (uchwaliło w 1919 roku konstytucję Republiki Weimarskiej), a następnie w Reichstagu. Po katastrofalnej porażce DNVP w wyborach w roku 1928 został prezesem partii. Pozostał posłem w Reichstagu do 1945, nawet po rozwiązaniu DNVP wraz z innymi partiami w roku 1933, jako hospitant we frakcji nazistowskiej.
Kontrowersje związane z radykalizmem Hugenberga sprawiły, że wielu bardziej konserwatywnych członków partii opuściło jej szeregi i utworzyło Konserwatywną Partię Ludową (KVP).
W końcowych latach Republiki Weimarskiej, do momentu powołania Hitlera na kanclerza przez prezydenta Hindenburga w roku 1933, Hugenberg i DNVP stanowili wraz NSDAP opozycję wobec rządu Heinricha Brüninga i systemu prawnego Republiki Weimarskiej. Jednak w 1932 roku, Hugenberg postanowił poprzeć Franza von Papena. Został ministrem gospodarki, rolnictwa oraz wyżywienia w pierwszym gabinecie Hitlera (rok 1933). W czerwcu 1933 roku Hugenberg został zmuszony do odejścia z pracy w ministerstwie. Zmuszono go również do odsprzedaży jego kompanii medialnych nazistom.
Po wojnie został zatrzymany przez Brytyjczyków. Zmarł w marcu 1951 roku w pobliżu Rinteln.